# Sports
Sports är ett musikalbum av Huey Lewis and the News som lanserades 1983 på Chrysalis Records. Det var gruppens tredje studioalbum och blev också ett av deras framgångsrikaste album. Albumet har enligt RIAA sålt 7 gånger platina i USA. Fem av albumets låtar, "If This Is It", "Walking on a Thin Line", "I Want a New Drug", "The Heart of Rock & Roll" och "Heart and Soul" släpptes som singlar och blev alla framgångsrika. Bäst gick "If This Is It", "I Want a New Drug" och "The Heart of Rock & Roll" som alla tre nådde sjätteplatsen på Billboard Hot 100-listan.

## Låtlista
(kompositör inom parentes)
1. "The Heart of Rock & Roll" (Johnny Colla, Huey Lewis) - 5:03
2. "Heart and Soul" (Mike Chapman, Nicky Chinn) - 4:13
3. "Bad Is Bad" (Alex Call, John Ciambotti, Sean Hopper, H. Lewis, John McFee, Michael Schriener) - 3:48
4. "I Want a New Drug" (Chris Hayes, H. Lewis) - 4:46
5. "Walking on a Thin Line" (Andre Pessis, Kevin Wells) - 5:11
6. "Finally Found a Home" (B. Brown, C. Hayes, H. Lewis) - 3:43
7. "If This Is It" (J. Colla, H. Lewis) - 3:54
8. "You Crack Me Up" (Mario Cipollina, H. Lewis) - 3:42
9. "Honky Tonk Blues" (Hank Williams) - 3:26

## Listplaceringar
- Billboard 200, USA: #1[2]
- UK Albums Chart, Storbritannien: #23[3]
- VG-lista, Norge: #6[4]
- Topplistan, Sverige: #40[5]